# Narmer
Narmer (auch Nar[-meher]; eigentlich Hor-nar-mer, Hor-nar-meher, Hor-nar) war nach Meinung einiger Ägyptologen der letzte altägyptische König (Pharao) der 0. Dynastie beziehungsweise nach Meinung anderer der erste Herrscher der 1. Dynastie. Er ist einer der in frühen zeitgenössischen Quellen mehrfach erwähnten Könige, regierte um 3000 v. Chr. und ist vielleicht mit Menes gleichzusetzen.
Obwohl von Narmer besonders bedeutende Funde bekannt sind, darunter seine „Prunkpalette“ und sein Keulenkopf, weiß man über die Herkunft und Identität dieses bedeutsamen Herrschers noch immer wenig, weshalb viele kontroverse Thesen um ihn aufgestellt wurden. Es steht aber außer Frage, dass Narmer nachhaltig die Kultur und das Wohl des Landes vorantrieb und den Weg für ein glanzvolles Reich ebnete.

## Name
Vom Horusnamen des Narmer sind mehrere Varianten überliefert. Während vor allem auf Gefäßen zuweilen nur der „Nar-Wels“ im Serech erscheint, ist der Name auf Tonsiegeln voll ausgeschrieben oder gar durch das Epitheton „Tjai“ (zu deutsch „der Männliche“) verlängert. Obwohl Narmers Name schon lange bekannt ist, konnte er bis heute nicht zufriedenstellend übersetzt werden. Besonders die Phonetik des Nar-Welses, des Wappentiers des Herrschers, bereitet Linguisten und Ägyptologen gleichermaßen Schwierigkeiten. Was der Wels symbolisch bedeutet, ist völlig unbekannt.
Die gängige Lesung als „Wütender Wels“ oder „Furchterregender Wels“ ist gemeinhin akzeptiert, obwohl es Vorschläge von abweichenden Lesungen gab. Hartwig Altenmüller erklärt in diesem Zusammenhang das bisher zumeist angewendete Rebusprinzip, woraus sich durch das Aneinanderfügen der Begriffe „nar“ („Wels“) und „mer“ („Meißel“) die gängige Lesung ergab. Altenmüller nennt eine alternative Lesung von „sab“ statt „nar“ und verweist auf zwischenzeitliche Zweifel anderer Ägyptologen hinsichtlich der bisherigen Übersetzung.
| U6 |

| U6 |

| U13 |

| U13 |

## Identität
Verheiratet war Narmer vielleicht mit der Prinzessin Neithotep. Allerdings ist die familiäre Zuordnung dieser Adligen strittig, denn sie könnte auch die Gemahlin von König Aha gewesen sein. Ähnlich verhält es sich mit einer Dame namens Benerib (zu deutsch „Mit freundlichem Herz“). Sie wird wohl eher Narmers Tochter und Ahas Gemahlin gewesen sein. In diesem Falle steht die Identifizierung von Narmers Gemahlin noch aus. Als ein Sohn von Narmer wird dessen Thronfolger, Hor-aha, angesehen.
Es ist umstritten, wer Narmers Vorgänger war. Ein Teil der Ägyptologie bevorzugt König Ka, während der andere Teil König Skorpion II. als Vorgänger ansieht.

## Herrschaft

### Innenpolitik

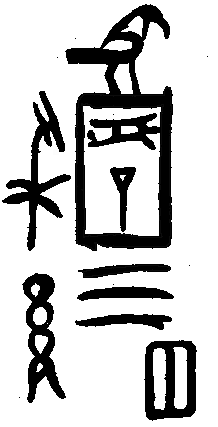
Gefäßaufschrift aus Tinte mit dem Namen des Narmer

Frühere Interpretationen der gefundenen Artefakte, insbesondere des Keulenknaufs und der Prunkpalette, vermittelten ein raues und von militärischen Kriegszügen geprägtes Bild von einer möglichen weiteren Reichseinigung unter Narmer. Ausschlaggebend für die früheren Deutungen war die Darstellung des Königs, wie er einen Gegner mit seiner Prunkkeule erschlägt, sowie die sich wiederholenden Bilder von zerstörten Bastionen und niedergemetzelten Feinden. Doch eben weil sich diese Darstellungen in ihrem Stil und ihrer inhaltlichen Aussage wiederholen und sich nachweislich weit bis vor die Zeit Narmers zurückverfolgen lassen, stellen sich Toby Wilkinson und Kathryn Bard die Frage, ob hier wirklich ein historisches Ereignis oder nicht eher ein symbolischer Wunsch des Herrschers nach Legitimierung seiner Machtansprüche als alleiniger Herrscher festgehalten ist. Bestärkt wird die Frage durch die Tatsache, dass besonders das Motiv des „Erschlagens des Feindes“ in späteren Dynastien auch für ganz andere Volksgruppen (zum Beispiel Nubier) und Anlässe herhalten musste.
Neuere Untersuchungen zeigen zudem, dass die Reichseinigungen nicht durch militärische Eroberungen vollzogen wurden, obgleich im Einzelfall kriegerische Auseinandersetzungen vorgekommen sind. Der beispielsweise früher öfter hergestellte Zusammenhang zwischen der Gesamtanzahl von Gefangenen unter Narmer in Verbindung mit einer militärischen Auseinandersetzung kann nicht mehr aufrechterhalten werden. Eine Heeresgröße von mehr als 100.000 Personen lässt sich im Alten Reich nicht belegen, weshalb wahrscheinlich Narmer alle Bewohner einer Region zählte und diese dann durch das Determinativ als „Rebellen“ (sbj.w) bezeichnete; zudem lag keine Aufteilung zwischen Männern und Frauen vor. Auf dem „Keulenkopf des Narmer“ wird somit die insgesamt friedliche Übernahme oder Vereinigung mit einer größeren Region beschrieben, die gleichzeitig den Charakter einer Volkszählung aufweist.
Wolfgang Helck verweist beispielsweise anhand archäologischer Funde im Zusammenhang mit dem Horusgeleit auf die Möglichkeit, dass belegte Austauschlieferungen für das Bestehen eines zentral regierten Ägyptens bereits vor Narmer sprechen. Gefäßaufschriften und Tonritzungen aus Girga, Tarchan und Abydos belegen einen regen Austausch mit verschiedenen Waren und Gütern zwischen Ober- und Unterägypten. Sie gehören zu den frühesten Belegen für schriftliche Dokumente über Warenaustausch. Dieser Umstand lässt die Vermutung zu, dass es bereits vor Narmer eine praktizierte, friedliche Länderpolitik zwischen Nord und Süd gegeben hat, zumal ein Warenaustausch nur über eine zentrale Verwaltung funktioniert. Ob es sich im Rahmen des Austausches um Handelsbeziehungen handelte oder rituelle Grundlagen als Anlass dienten, kann aufgrund fehlender Textquellen nicht entschieden werden. Die meisten dieser Gefäßaufschriften sind aus schwarzer Tinte gefertigt und wurden nachträglich eingebrannt.

### Außenpolitik

Elfenbein-Etikett mit der Darstellung eines Bewohners des Westdeltas

Unter Narmers Herrschaft gab es Kontakte zu Ländern außerhalb des ägyptischen Kernreichs, die durch den Herrschernamen auf verschiedenen Artefakten nachgewiesen sind. Im Südwesten des heutigen Israels (Tel Arad, En Besor, Rafiah, Tel Erani) fand man Gefäße mit Narmers Namen. Dies mag sogar Feldzüge in diese Gegend andeuten. Auf dem Sinai fand sich sein Name in einen Fels geritzt. Aus Abydos stammt außerdem eine Elfenbeinplakette mit der Darstellung eines Asiaten (anhand der Kleidung als solcher identifiziert) in kniender bzw. stolpernder Haltung. Die Plakette ist ein besonders früher Beleg für einen Kontakt zwischen Ägyptern und Asiaten. Passend dazu fanden sich bei Hierakonpolis und Qustul Gefäße, deren Dekor und Beschriftung auf regen Handel zwischen Nubien und Ägypten hinweisen. Andere Objekte legen dagegen Auseinandersetzungen mit Libyen nahe, so zum Beispiel ein Elfenbeinzylinder aus Narmers Grab. Darauf zu sehen ist der Nar-Wels (Hauptelement von Narmers Namen), der in seinen Armen einen langen Schlagstock hält. Der Schlagstock erstreckt sich über drei Register, in denen gefesselte Männer mit langen, kegelförmigen Bärten hocken. Die Bärte weisen die Männer als Libyer aus.

### Altägyptische Mythologie
Unter Narmer sind die Götter Horus, Seth, Mafdet, Reput, Bat, Neith, Mehit, Ptah, Apis und Min recht gut belegt. Besonders die Göttinnen Bat und Neith wurden verehrt. Von Min fanden sich bei Koptos Großstatuen aus Sandstein, die aufgrund ihrer eindeutigen Körperhaltung zugeordnet werden können und vermutlich aus Narmers Epoche stammen.

## Gleichsetzung mit Menes
In der Ägyptologie gibt es weiterhin kontroverse Diskussionen darüber, ob Narmer und der Name des Königs Menes gleichgesetzt werden können. Ein Vergleich der Denkmäler zeigt, dass die Reichseinigung von Ober- und Unterägypten bereits von Narmers Vorgängern mehrfach gefeiert wurde, da nur das „Schlagen Unterägyptens“ eine Herrschaft über beide Landesteile ermöglichte. Diese Gesamtherrschaft war jedoch nur an den König geknüpft, der „Unterägypten“ schlug.
Für eine Gleichsetzung des Narmer mit Menes spricht der Umstand, dass Narmer auf der Prunkpalette mit der weißen Krone des Südens (Ta-seti) und der roten Krone des Nordens abgebildet ist. — Gegen dieses Argument spricht die Tatsache, dass Narmer lediglich eine Militäroffensive gegen Unterägypten erfolgreich abgeschlossen hatte; natürlich ließ er sich als Sieger mit den Königsinsignien seines geschlagenen Gegners darstellen. Das bedeutet aber nicht, dass er bereits gemeinhin akzeptierter Alleinherrscher Ägyptens gewesen sein muss.
Auf einem Elfenbeintäfelchen aus dem Grab des Aha bei Abydos ist eine der ältesten schriftlichen Darstellungen der Hieroglyphe Mn (Men – Gardiner-Zeichen Y5) direkt gegenüber dem königlichen Serech des Aha eingraviert. Es befindet sich innerhalb eines zeltförmigen, dreifach ausgeführten Zierrahmens zusammen mit einer alten Form des Nebti-Namens. Das zeltähnliche Gebilde ist ein Pavillon, der für Gedenkfeiern bei dem Tod eines Herrschers errichtet wurde. Wenn das Mn-Symbol tatsächlich den Namen „Meni“ darstellen sollte, kann er nur Narmer meinen, denn Aha lebte laut Etikettenaufschrift noch, als der Pavillon aufgesucht wurde. Dagegen spricht, dass der Name von König Aha eigentlich ebenfalls als Nebtiname hätte erscheinen müssen, denn das Elfenbeintäfelchen gelangte erst nach Ahas Tod ins Grab. Außerdem ist nicht gesichert, dass das Wort Men für einen Personennamen steht, er kann genauso gut der Name des Gebäudes sein.
Auf einem Keulenkopf aus Hierakonpolis ist Narmer bei der Begehung einer Zeremonie dargestellt, die von Percy E. Newberry als Hochzeitszeremonie gedeutet wird. Narmer vermählt sich ihm zufolge mit der unterägyptischen Erbprinzessin Neithhotep. Diese Hochzeit hätte Narmer dann als Herrscher von Ober- und Unterägypten bestätigt. Gegen diese Deutung spricht, dass die einzige definitiv weibliche Person auf dem Prunkknauf nicht namentlich benannt ist, es muss sich also nicht zwangsläufig um Prinzessin Neithhotep handeln, zumal Narmer mehrere Ehefrauen hatte. Toby Wilkinson und Nicolas Grimal identifizieren die in Gewänder gehüllte und in einer überdachten Sänfte hockende Frauengestalt auch nicht als Prinzessin, sondern als Repit, die als eigenständige Gottheit jedoch erstmals im Mittleren Reich belegt ist. Wilkinson verweist in seinen Beschreibungen der „Repit“ auf eine nur bruchstückhaft erhaltene Lesung „[.]p[.]t“ und stellt aufgrund der Namensbestandteile eine Verbindung zum Reput-Schrein her.
Auf dem Kairostein wird Djer, dritter König Ägyptens, als „Iteti“ bezeichnet. Im Umkehrschluss muss Teti I. als zweiter Name in den Königslisten König Aha meinen, weshalb der Name „Meni“ nur für Narmer übrig bleibt. — Dagegen spricht, dass Einträge zum Ende von Ahas Herrschaft und Djers Regierungsbeginn Hinweise auf eine kurzfristige Regierung eines weiteren Königs liefern. Dieser Umstand schließt eine Gleichsetzung von „Teti“ mit Hor Aha aus und beweist möglicherweise einen weiteren eigenständigen König.
Aus dem Grab des altägyptischen Königs (Pharaos) Den in Abydos stammen mehrere Tonsiegel, auf denen vier frühzeitliche Herrscher bei ihren Horusnamen aufgelistet sind: Narmer, Aha, Djer und Wadji. Die Auflistung endet mit Titel und Namen der Königsmutter Meritneith. Dass die Königsliste mit Narmer beginnt, könnte darauf hinweisen, dass er als erster legitimer Herrscher der 1. Dynastie angesehen wurde. Weitere Siegelabdrücke aus Abydos nennen Narmer und die sieben folgenden, auch zeitgenössisch belegten Herrscher der 1. Dynastie bis Qaa. Diesmal fehlt Meritneith. Auch auf diesem Siegel ist Narmer der erste Herrscher.

## Darstellungen
1897/98 stieß der Ägyptologe James Edward Quibell in Hierakonpolis auf bedeutende Stücke aus der ägyptischen Frühgeschichte. Dort, in einem der ältesten Tempel des Landes, fand er eine Reihe von Votivgaben, darunter prächtige Paletten, unter anderem die des Königs Narmer, und Keulenköpfe. Aber auch zahlreiche Elfenbeinzylinder, Tonsiegel und Gefäße tragen Narmers Namen.

### Die Prunkpalette des Narmer

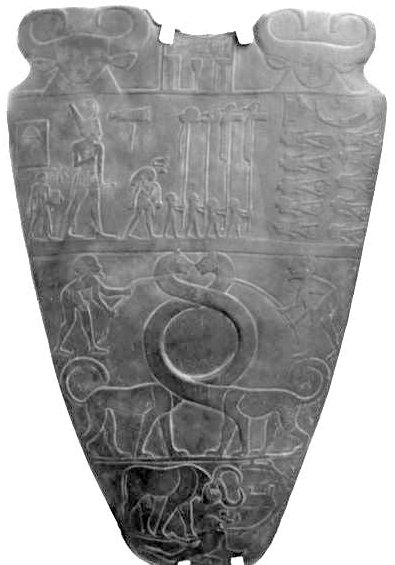
Vorderseite der Narmerpalette

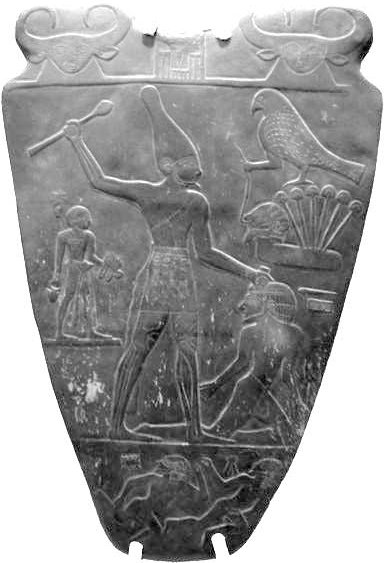
Rückseite der Narmerpalette

Die bekannteste Darstellung ist die „Prunk-“ beziehungsweise „Schmink-“ oder „Narmerpalette“, die als Weihgabe dem oberägyptischen Horustempel in Hierakonpolis gestiftet wurde. Sie besteht aus poliertem Schiefer und ist etwa 64 Zentimeter groß. Die Palette ist beidseitig verziert und fast gänzlich unbeschädigt. Auf beiden Seiten ist König Narmer abgebildet: Einmal mit der roten Krone von Unterägypten, ein weiteres Mal mit der weißen Krone von Oberägypten. Narmer trägt stets ein prachtvolles Gewand aus Leinen in Kombination mit einem Schurz aus Pantherfell und einem am Gurt befestigten Krokodilschwanz.
| T21 · Aa12 |

| T21 · Aa12 |

Nach Thomas Schneider besitzt die Goldrosette zu Narmers Zeit den Lautwert neb („Herr“), der neben nesu als Titel für damalige Könige diente. Im weiteren Verlauf der altägyptischen Geschichte wurde die Goldrosette auch für die Göttin Seschat verwendet, weshalb Schneider es für möglich hält, dass ursprünglich ihre Eigenschaften des Pantherfells beziehungsweise der Pantherkatze dargestellt werden. Sollte diese Vermutung zutreffen, ergibt sich eine Lesung als nebit („Pantherkatze“). Gestützt wird diese Annahme durch den im Pyramidentext 426 genannten Gott „Neb-kau“. Alternativ zieht Schneider auch die Lesung als „Fluchtstab“ („nebit“) in Erwägung, wodurch ein heiliges Gründungsritual ausgedrückt sein könnte. Othmar Keel sieht die Handlung Narmers ebenfalls als heiliges Ritual, das Narmer barfüßig auf geweihtem Boden vollzieht, während der Sandalenträger mit einem wassergefüllten Gefäß wahrscheinlich für die spätere „Reinigung“ bereitsteht.
Ergänzend ist die Siegesfeier Narmers zu sehen. In Begleitung des Horusgeleits, dargestellt als voranschreitende Prozession, die aus Standartenträgern besteht, betrachtet er die getöteten Feinde. Auch diesmal wird er von einem Sandalenträger begleitet. Vor ihm findet sich die älteste Abbildung eines Tjet. Interessant ist die Darstellung zweier „Schlangenhalspanther“ im darunterfolgenden Fenster, die Narmer im Rahmen des Vereinigungsfestes als Herrscher über beide Landesteile Ägyptens repräsentieren. Im untersten Fenster erkennt man einen Mann und eine beschädigte Bastion, welche beide von einem Stier überrannt werden. Der Stier steht dabei stellvertretend für den König. Eine ähnliche Szene findet sich auf einem Fragment der sogenannten „Stierpalette“.

### Der Keulenkopf
Dieses Fundstück stammt ebenfalls aus Hierakonpolis und zeigt Narmer bei der Begehung des Sed-Festes. Er sitzt in einem Pavillon und trägt ein hautenges Gewand sowie die Rote Krone von Unterägypten. Zu diesem Zeitpunkt scheint Narmer bereits beide Teile Ägyptens eingenommen zu haben. Vor ihm ist der göttliche Reput-Schrein aufgebaut. Manche Ägyptologen sehen im „Reput-Kultbild“ die Darstellung einer Göttin oder der Prinzessin Neithotep, was sie veranlasste, diese Szene als Hochzeitszeremonie zu interpretieren. Werner Kaiser und Günter Dreyer verwiesen in diesem Zusammenhang jedoch auf den Umstand, dass es sich nicht um eine Göttin, sondern um ein Ritualbildnis handele.
Über dem Königspavillon schwebt die Geiergöttin Nechbet, dem Herrscher werden mehrere Gefangene sowie erbeutetes Vieh vorgeführt. Des Weiteren ist auf dem Keulenkopf der Tempel von Buto zu sehen, erkennbar an der Abbildung eines Kranichs auf einem Altar, dessen Podest ganz vorne mit einem Standkrug geschmückt ist. Außerdem ist eine Domäne erkennbar, deren Name mit einer Kuh und ihrem Kalb geschrieben wird.

### Die Pavian-Figur
Im Ägyptischen Museum Berlin befindet sich eine Figur aus Kalzit-Alabaster in Gestalt eines Pavians, die vermutlich Wer-wadet darstellt. An der Sockelfront ist der Serechname des Narmer eingraviert und daneben erscheint mehrfach die Gestalt eines Widders. Hier sind die Ägyptologen unsicher, ob es sich um einen Beinamen des Narmer oder um eine besonders frühe Darstellung des Gottes Chnum handelt.

### Das Felsbild von Nag el-Hamdulab
Bei Nag el-Hamdulab, nördlich von Assuan, befindet sich ein Ende des 19. Jahrhunderts entdecktes und 2008 wieder aufgefundenes Felsbild, das eine Darstellung eines Königs der späten prädynastischen oder der frühdynastischen Zeit zeigt. Da das Bild keinerlei hieroglyphische Texte aufweist, ist unklar, welcher König hier tatsächlich abgebildet wurde. Allerdings weist die Szene sowohl kompositorisch als auch stilistisch sehr starke Parallelen zum Keulenkopf von Skorpion II. sowie zum Keulenkopf und zur Palette des Narmer auf, wodurch es plausibel erscheint, dass einer dieser beiden Herrscher abgebildet ist. Das Felsbild zeigt eine nach links blickende männliche Person, die einen Stab hält und durch eine hohe weiße Krone und einen spitzen Bart als König identifiziert wird. Hinter dem Herrscher steht ein Wedelträger und vor ihm ein Hund und zwei Standartenträger. Diese königliche Darstellung wird von fünf Booten umrahmt.

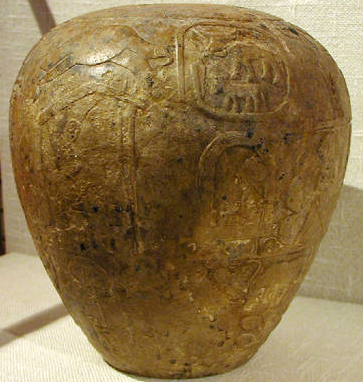
Keulenkopf des Narmer
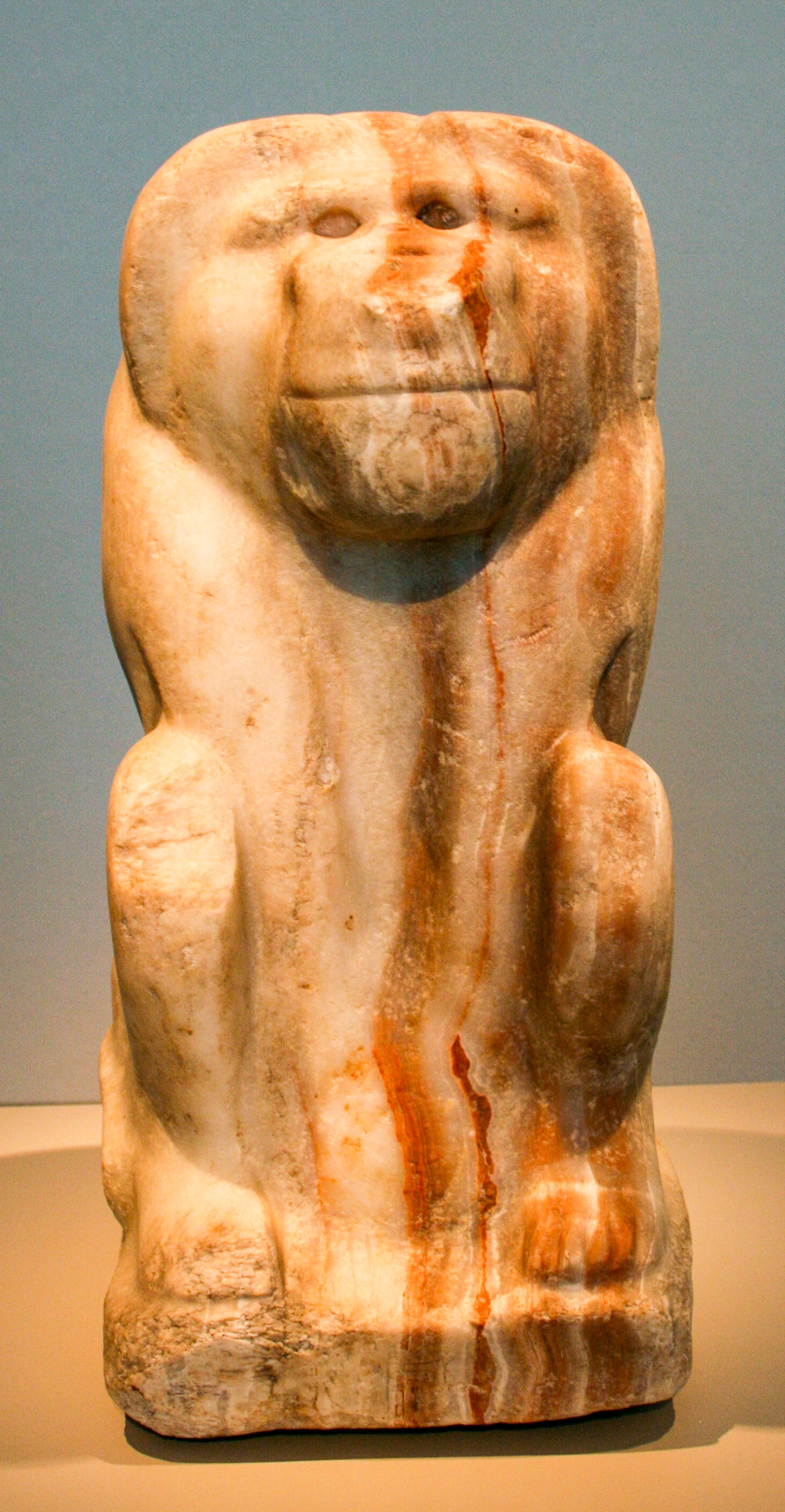
Pavian-Figur (Name Narmers auf dem Sockel)
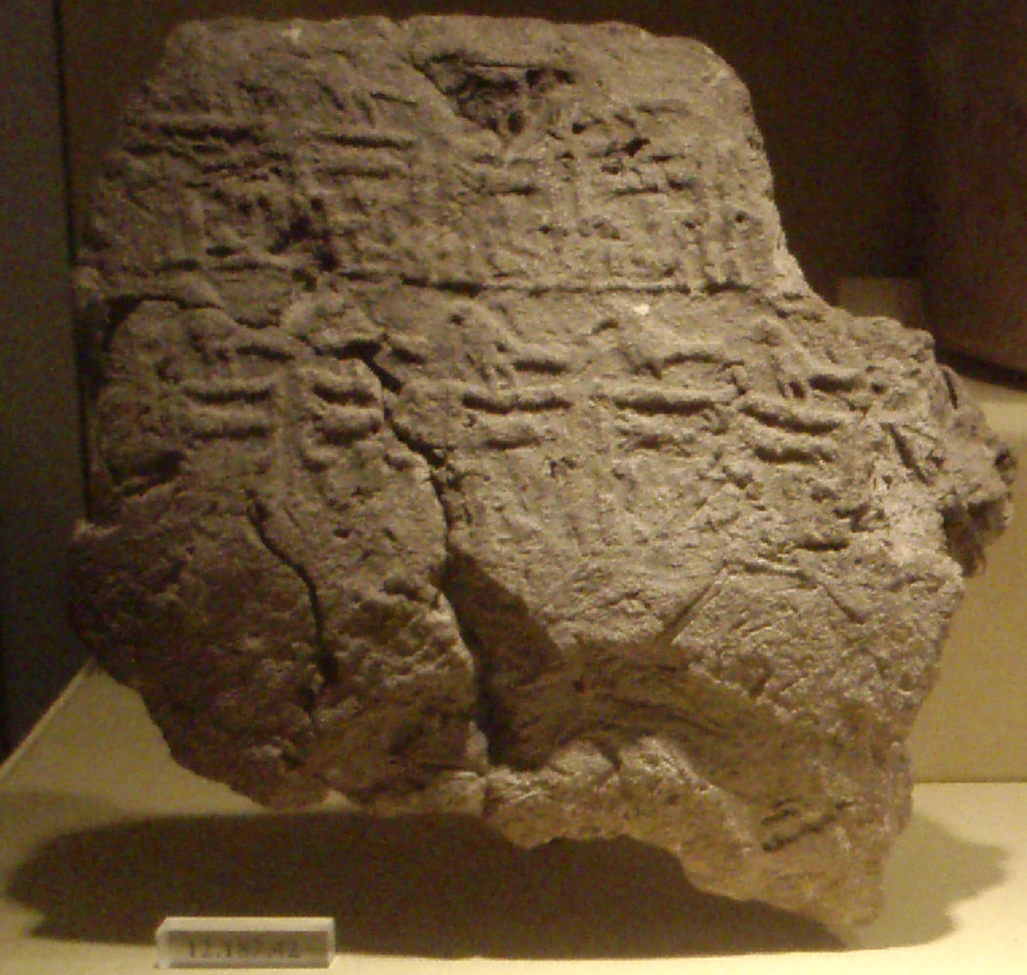
Tonsiegel des Narmer
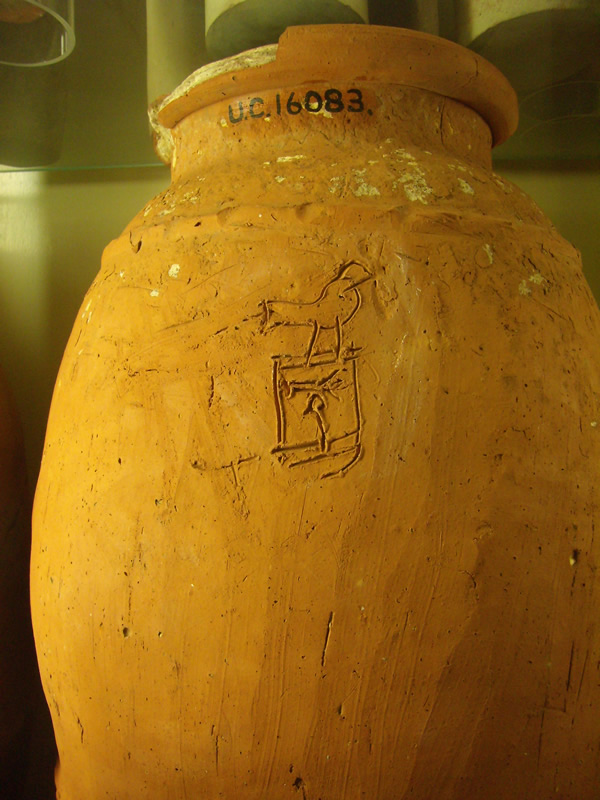
Ritzinschrift mit dem Namen Narmer, aus Tarchan

## Grab

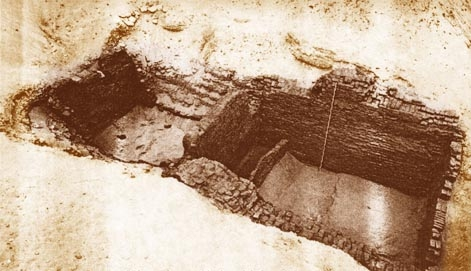
Das Grab des Narmer (B 17/18)

Flinders Petrie lokalisierte das Grab des Narmer in der Struktur B10, die er in der Nekropole Umm el-Qaab bei Abydos ausgrub. Heute wird B10 als Teil des Grabes von Hor-Aha angesehen, wohingegen das eigentliche Grab des Narmer in den beiden Gruben B 17/18 vermutet wird. Das Grab besteht aus zwei aus Lehmziegeln gemauerten Kammern mit einer Fläche von jeweils 10 × 3 m
.
Diese Grabräume wurden nicht getrennt errichtet, sondern liegen direkt aneinander und sind nur durch eine Mauer abgegrenzt. Im Grab fanden sich einige Siegelabrollungen des Narmer, Elfenbeinobjekte mit seinem Namen und die ältesten Jahrestäfelchen eines ägyptischen Herrschers. Weitere Objekte des Narmer aus Umm el-Qaab sind Fragmente von Alabastervasen mit seinem Namen in erhabenen Reliefs.